# Premi Oscar 1967
La 39ª edizione della cerimonia di premiazione dei Premi Oscar si è tenuta il 10 aprile 1967 a Santa Monica, al Santa Monica Civic Auditorium, presentata dal comico Bob Hope.

## Vincitori e candidati
Vengono di seguito indicati in grassetto i vincitori. Ove ricorrente e disponibile, viene indicato il titolo in lingua italiana e quello in lingua originale tra parentesi.

### Miglior film
- Un uomo per tutte le stagioni (A Man for All Seasons), regia di Fred Zinnemann
- Alfie, regia di Lewis Gilbert
- Arrivano i russi, arrivano i russi (The Russians Are Coming The Russians Are Coming), regia di Norman Jewison
- Quelli della San Pablo (The Sand Pebbles), regia di Robert Wise
- Chi ha paura di Virginia Woolf? (Who's Afraid of Virginia Woolf?), regia di Mike Nichols

### Miglior regia
- Fred Zinnemann - Un uomo per tutte le stagioni (A Man for All Seasons)
- Michelangelo Antonioni - Blow-up
- Claude Lelouch - Un uomo, una donna (Un homme et une femme)
- Mike Nichols - Chi ha paura di Virginia Woolf? (Who's Afraid of Virginia Woolf?)
- Richard Brooks - I professionisti (The Professionals)

### Miglior attore protagonista
- Paul Scofield - Un uomo per tutte le stagioni (A Man for All Seasons)
- Alan Arkin - Arrivano i russi, arrivano i russi (The Russians Are Coming The Russians Are Coming)
- Richard Burton - Chi ha paura di Virginia Woolf? (Who's Afraid of Virginia Woolf?)
- Michael Caine - Alfie
- Steve McQueen - Quelli della San Pablo (The Sand Pebbles)

### Migliore attrice protagonista
- Elizabeth Taylor - Chi ha paura di Virginia Woolf? (Who's Afraid of Virginia Woolf?)
- Anouk Aimée - Un uomo, una donna (Un homme et une femme)
- Ida Kamińska - Il negozio al corso (Obchod na korze)
- Lynn Redgrave - Georgy, svegliati (Georgy Girl)
- Vanessa Redgrave - Morgan matto da legare (Morgan!)

### Miglior attore non protagonista
- Walter Matthau - Non per soldi... ma per denaro (The Fortune Cookie)
- Mako - Quelli della San Pablo (The Sand Pebbles)
- James Mason - Georgy, svegliati (Georgy Girl)
- George Segal - Chi ha paura di Virginia Woolf? (Who's Afraid of Virginia Woolf?)
- Robert Shaw - Un uomo per tutte le stagioni (A Man for All Seasons)

### Migliore attrice non protagonista
- Sandy Dennis - Chi ha paura di Virginia Woolf? (Who's Afraid of Virginia Woolf?)
- Wendy Hiller - Un uomo per tutte le stagioni (A Man for All Seasons)
- Jocelyne LaGarde - Hawaii
- Vivien Merchant - Alfie
- Geraldine Page - Buttati Bernardo! (You're a Big Boy Now)

### Miglior sceneggiatura non originale
- Robert Bolt - Un uomo per tutte le stagioni (A Man for All Seasons)
- Bill Naughton - Alfie
- Richard Brooks - I professionisti (The Professionals)
- William Rose - Arrivano i russi, arrivano i russi (The Russians Are Coming The Russians Are Coming)
- Ernest Lehman - Chi ha paura di Virginia Woolf? (Who's Afraid of Virginia Woolf?)

### Miglior sceneggiatura originale
- Claude Lelouch e Pierre Uytterhoeven - Un uomo, una donna (Un homme et une femme)
- Michelangelo Antonioni, Tonino Guerra e Edward Bond - Blow-up
- Robert Ardrey - Khartoum
- Billy Wilder e I. A. L. Diamond - Non per soldi... ma per denaro (The Fortune Cookie)
- Clint Johnston e Don Peters - La preda nuda (The Naked Prey)

### Miglior film straniero
- Un uomo, una donna (Un homme et une femme), regia di Claude Lelouch (Francia)
- La battaglia di Algeri, regia di Gillo Pontecorvo (Algeria/Italia)
- Il faraone (Faraon), regia di Jerzy Kawalerowicz (Polonia)
- Gli amori di una bionda (Lásky jedné plavovlásky), regia di Miloš Forman (Cecoslovacchia)
- Tre (Tri), regia di Aleksandar Petrović (Jugoslavia)

### Miglior fotografia
- Bianco e nero
  - Haskell Wexler - Chi ha paura di Virginia Woolf? (Who's Afraid of Virginia Woolf?)
  - Joseph LaShelle - Non per soldi... ma per denaro (The Fortune Cookie)
  - Ken Higgins - Georgy, svegliati (Georgy Girl)
  - Marcel Grignon - Parigi brucia? (Paris brûle-t-il?)
  - James Wong Howe - Operazione diabolica (Seconds)

- Colore
  - Ted Moore - Un uomo per tutte le stagioni (A Man for All Seasons)
  - Ernest Laszlo - Viaggio allucinante (Fantastic Voyage)
  - Russell Harlan - Hawaii
  - Conrad Hall - I professionisti (The Professionals)
  - Joseph MacDonald - Quelli della San Pablo (The Sand Pebbles)

### Miglior scenografia
- Bianco e nero

- Richard Sylbert e George James Hopkins - Chi ha paura di Virginia Woolf? (Who's Afraid of Virginia Woolf?)
- Robert Luthardt e Edward G. Boyle - Non per soldi... ma per denaro (The Fortune Cookie)
- Luigi Scaccianoce - Il Vangelo secondo Matteo
- Willy Holt, Marc Frederix e Pierre Guffroy - Parigi brucia? (Paris brûle-t-il?)
- George W. Davis, Paul Groesse, Henry Grace e Hugh Hunt - Una donna senza volto (Mister Buddwing)

- Colore

- Jack Martin Smith, Dale Hennesy, Walter M. Scott e Stuart A. Reiss - Viaggio allucinante (Fantastic Voyage)
- Alexander Golitzen, George C. Webb, John McCarthy e John Austin - Gambit - Grande furto al Semiramis (Gambit)
- Piero Gherardi - Giulietta degli spiriti
- Hal Pereira, Arthur Lonergan, Robert Benton e James Payne - Il tramonto di un idolo (The Oscar)
- Boris Leven, Walter M. Scott, John Sturtevant e William Kiernan - Quelli della San Pablo (The Sand Pebbles)

### Migliori costumi
- Bianco e nero

- Irene Sharaff - Chi ha paura di Virginia Woolf? (Who's Afraid of Virginia Woolf?)
- Danilo Donati - Il Vangelo secondo Matteo
- Danilo Donati - La mandragola
- Helen Rose - Una donna senza volto (Mister Buddwing)
- Jocelyn Rickards - Morgan matto da legare (Morgan!)

- Colore

- Elizabeth Haffenden e Joan Bridge - Un uomo per tutte le stagioni (A Man for All Seasons)
- Jean Louis - Gambit - Grande furto al Semiramis (Gambit)
- Dorothy Jeakins - Hawaii
- Piero Gherardi - Giulietta degli spiriti
- Edith Head - Il tramonto di un idolo (The Oscar)

### Migliori effetti speciali
- Art Cruickshank - Viaggio allucinante (Fantastic Voyage)
- Linwood G. Dunn - Hawaii

### Miglior montaggio
- Fredric Steinkamp, Henry Berman, Stewart Linder e Frank Santillo - Grand Prix
- William B. Murphy - Viaggio allucinante (Fantastic Voyage)
- William Reynolds - Quelli della San Pablo (The Sand Pebbles)
- Hal Ashby e J. Terry Williams - Arrivano i russi, arrivano i russi (The Russians Are Coming The Russians Are Coming)
- Sam O'Steen - Chi ha paura di Virginia Woolf? (Who's Afraid of Virginia Woolf?)

### Miglior sonoro
- Franklin E. Milton e Metro Goldwyn Mayer Studio Sound Department - Grand Prix
- Gordon E. Sawyer e Samuel Goldwyn Studio Sound Department - Hawaii
- James P. Corcoran e 20th Century-Fox Studio Sound Department - Quelli della San Pablo (The Sand Pebbles)
- Waldon O. Watson e Universal City Studio Sound Department - Gambit - Grande furto al Semiramis (Gambit)
- George R. Groves e Warner Bros. Studio Sound Department - Chi ha paura di Virginia Woolf? (Who's Afraid of Virginia Woolf?)

### Migliori effetti sonori
- Gordon Daniel - Grand Prix
- Walter Rossi - Viaggio allucinante (Fantastic Voyage)

### Migliore colonna sonora
- Adattamento

- Ken Thorne - Dolci vizi al foro (A Funny Thing Happened on the Way to the Forum)
- Luis Enrique Bacalov - Il Vangelo secondo Matteo
- Elmer Bernstein - Il ritorno dei magnifici sette (Return of the Seven)
- Harry Sukman - Dominique (The Singing Nun)
- Al Ham - Stop the World: I Want to Get Off

- Originale

- John Barry - Nata libera (Born Free)
- Toshiro Mayuzumi - La Bibbia (The Bible)
- Elmer Bernstein - Hawaii
- Jerry Goldsmith - Quelli della San Pablo (The Sand Pebbles)
- Alex North - Chi ha paura di Virginia Woolf? (Who's Afraid of Virginia Woolf?)

### Miglior canzone
- Born Free, musica di John Barry, testo di Don Black - Nata libera (Born free)
- Alfie, musica di Burt Bacharach, testo di Hal David - Alfie
- Georgy Girl, musica di Tom Springfield, testo di Jim Dale - Georgy, svegliati (Georgy Girl)
- My Wishing Doll, musica di Elmer Bernstein, testo di Mack David - Hawaii
- A Time for Love, musica di Johnny Mandel, testo di Paul Francis Webster - Vivi e lascia morire (An American Dream)

### Miglior documentario
- The War Game, regia di Peter Watkins
- The Face of a Genius, regia di Alfred R. Kelman
- Helicopter Canada, regia di Eugene Boyko
- The Forbidden Volcano, regia di Haroun Tazieff
- The Really Big Family, regia di Alexander Grasshoff

### Miglior cortometraggio
- Wild Wings, regia di Edgar Anstey
- Turkey the Bridge, regia di Derek Williams
- The Winning Strain, regia di Leslie Winik

### Miglior cortometraggio documentario
- A Year Toward Tomorrow, regia di Edmond Levy
- Adolescence, regia di Marin Karmitz
- Cowboy, regia di Michael Ahnemann
- The Odds Against, regia di Lee R. Bobker
- Saint Matthew Passion, regia di Imre Gyöngyössy

### Miglior cortometraggio d'animazione
- Herb Alpert and the Tijuana Brass Double Feature, regia di John Hubley
- The Drag, regia di Carlos Marchiori
- The Pink Blueprint, regia di Hawley Pratt

## Premi speciali

### Premio alla carriera
- Y. Frank Freemane per l'inusuale e straordinario servizio reso all'Academy nei suoi trent'anni ad Hollywood.
- Yakima Canutt per i risultati come controfigura e per lo sviluppo di misure di sicurezza per proteggere gli stuntmen ovunque.

### Premio umanitario Jean Hersholt
- George Bagnall

### Premio alla memoria Irving G. Thalberg
- Robert Wise